# Crotalaria spectabilis
Crotalaria spectabilis är en ärtväxtart som beskrevs av Albrecht Wilhelm Roth. Crotalaria spectabilis ingår i släktet sunnhampor, och familjen ärtväxter.

## Underarter
Arten delas in i följande underarter:
- C. s. parvibracteata
- C. s. spectabilis

## Bildgalleri

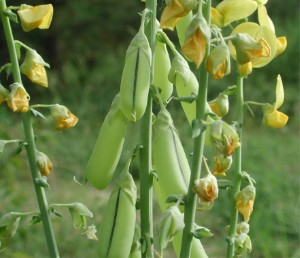
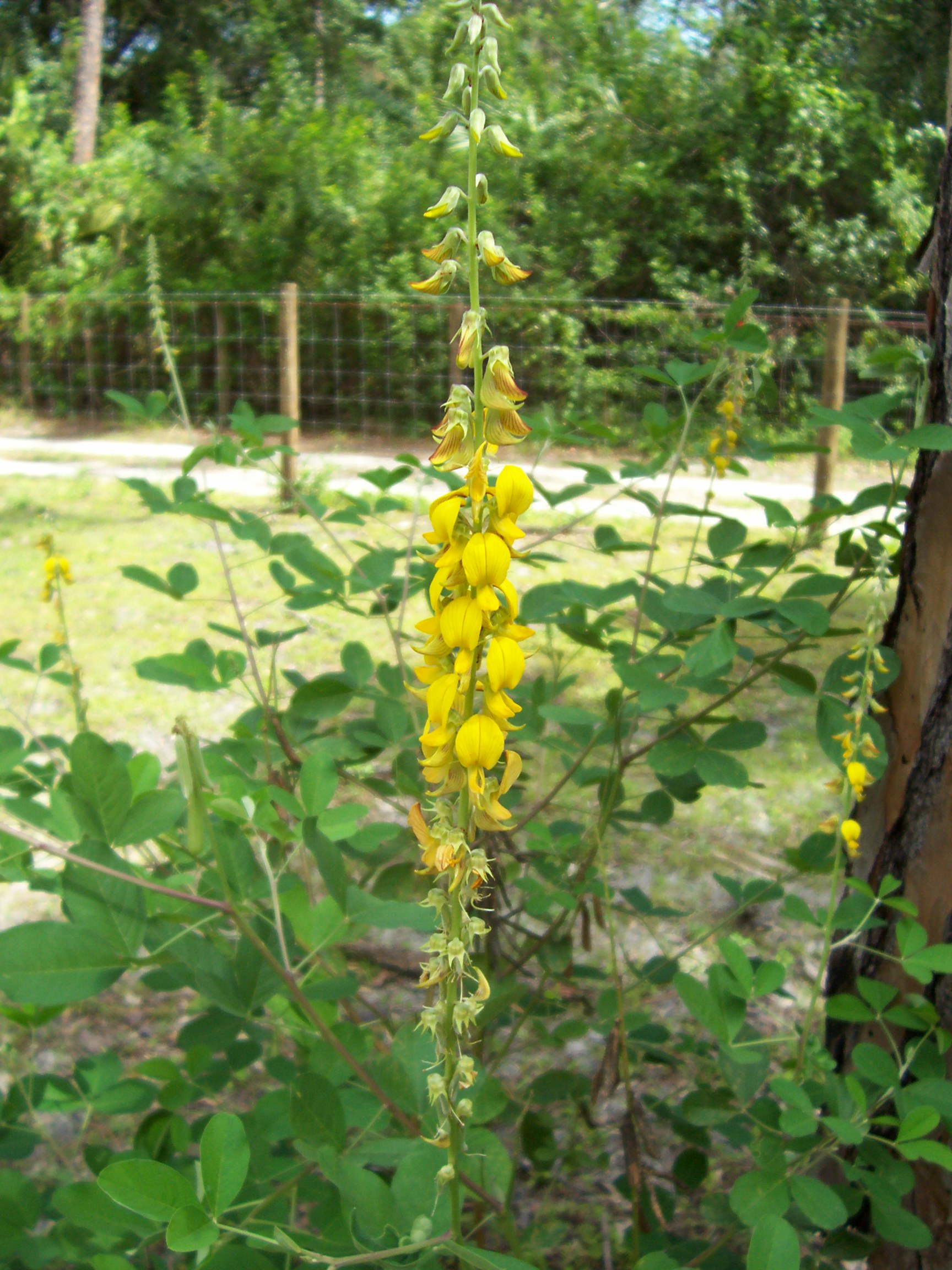